# 沙耶瓦
沙耶瓦（法語：Chaillevois，法語發音：[ʃajvwa]）是法国上法蘭西大區埃纳省的一个市镇，属于拉昂区。

## 地理
沙耶瓦（49°30'45"N, 3°31'30"E）面积2.17 平方千米，位于法国上法蘭西大區埃纳省，该省份为法国北部内陆省份，北起北部省，西接索姆省和瓦兹省，东临阿登省和马恩省，西南至塞纳-马恩省，东北部与比利时接壤。
与沙耶瓦接壤的市镇（或旧市镇、城区）包括：沙维尼翁、梅尔略和富克罗勒、蒙巴万、鲁瓦约库尔和谢尔韦。

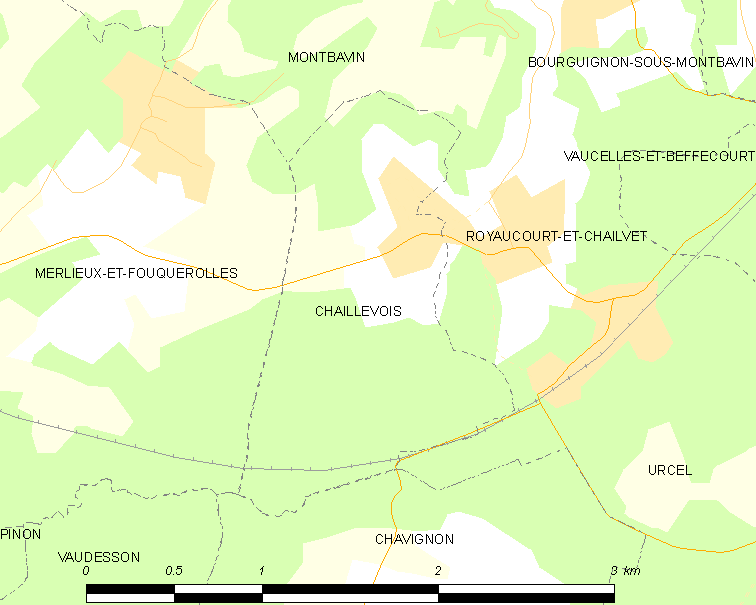
沙耶瓦的OSM定位图

沙耶瓦的时区为UTC+01:00、UTC+02:00（夏令时）。

## 行政
沙耶瓦的邮政编码为02000，INSEE市镇编码为02155。

## 政治
沙耶瓦所属的省级选区为拉昂第一县。

## 人口

1962-2008年间沙耶瓦人口变化图示

沙耶瓦于2022年1月1日时的人口数量为197人。